# فیلم ترسناک ۲
فیلم ترسناک ۲ (به انگلیسی: Scary Movie 2) یک فیلم نقیضه‌ای محصول سال ۲۰۰۱ آمریکا به کارگردانی کینن آیوری وینز است. این فیلم دومین قسمت از سری فیلم‌های اسکری مووی به‌شمار رفته و ادامه فیلم فیلم ترسناک در سال ۲۰۰۰ است. اگرچه در پوستر اولین قسمت فیلم آمده است که «دنباله‌ای در کار نخواهد بود»، در پوستر اسکری مووی ۲ جمله «ما دروغ گفتیم» درج بسته است. در این فیلم بازیگرانی همچون آنا فاریس، شان وینز، مارلون وینز، رجینا هال، کریستوفر مسترسن، کاتلین رابرتسون، دیوید کراس، جیمز وودز، تیم کوری و توری اسپلینگ ایفای نقش می‌کنند. فیلم‌هایی که نشان‌هایی از آن‌ها در این فیلم دیده می‌شوند شامل؛ جن‌گیر (۱۹۷۳)، فیلم راکی هارور (۱۹۷۵)، تسخیرشده (۱۹۹۹)، استیگماتا (۱۹۹۹)، وحشت در آمیتی‌ویل (۱۹۷۹)، احضار (۱۹۸۰)، پولترگایست (۱۹۸۲)، آنچه در زیر است (۲۰۰۰)، مرد توخالی (۲۰۰۰) و هانیبال (۲۰۰۱) هستند. این فیلم آخرین قسمت از این سری است که شان و مارلون وینز در آن بازی کرده‌اند، و همچنین آخرین فیلم کارگردانی شده توسط کینن آیوری وینز بود.
فیلم ترسناک ۲ در گیشه موفق عمل کرد و ۱۴۱٬۲ میلیون دلار در سراسر جهان فروش کرد در حالی که ۴۵ میلیون دلار بودجه ساخت آن بوده است، اما با واکنش‌های منفی از سوی منتقدان همراه بود. دنبالهٔ این فیلم در سال ۲۰۰۳ به نمایش درآمد، که با واکنش‌های نسبتاً بهتری از سوی منتقدان روبرو شد.

## داستان
در عمارت جن‌زدهٔ «خانهٔ جهنمی» (Hell House)، نوجوانی به نام مگان وورهیس توسط روح هیو کین، مالک ستمگر و شرور پیشین این خانه، تسخیر می‌شود. او در حین برگزاری یک مهمانی رسمی شام که مادرش ترتیب داده، دچار حمله می‌شود. مادرش برای کمک، دو کشیش به نام‌های پدر مک‌فیلی و پدر هریس را فرا می‌خواند. اما تلاش آن‌ها برای اجرای مراسم جن‌گیری ناموفق است و در نهایت، مک‌فیلی اسلحه‌اش را بیرون می‌کشد و به مگان شلیک می‌کند.
یک سال بعد، سیندی کمپبل، برندا میکز، ری ویلکینز و شورتی میکز در دوران کالج به‌سر می‌برند و سعی دارند پس از وقایع فیلم اول، زندگی تازه‌ای آغاز کنند. سیندی و برندا از سوی الکس، دختری گوشه‌گیر و نامتعادل، تحت نظر قرار می‌گیرند. شورتی همچنان همان معتاد شوخ‌طبع قبلی است. ری نیز که هنوز در مورد گرایش جنسی خود سردرگم است، با دو دوست جدید مرد به نام‌های تامی و بادی آشنا شده، که بادی به سیندی علاقه‌مند می‌شود. سیندی او را رد می‌کند، اما با دوستی‌اش موافقت می‌نماید.
پروفسور مرموز اولدمن و دستیار جذاب و ویلچرنشینش، دوایت هارتمن، قصد دارند فعالیت‌های فراطبیعی در خانهٔ جهنمی را بررسی کنند. آن‌ها سیندی و دوستانش را تحت عنوان آزمایش روانی دربارهٔ فلج خواب به آنجا دعوت می‌کنند. در مسیر رفتن به خانه، سیندی ترانهٔ «فارغ‌التحصیلی» از ویتامین سی را با صدای بد می‌خواند و خواننده از طریق رادیو از او می‌خواهد که ساکت شود. در خانه، سیندی با طوطی بددهنی و هانسون، سرایداری عجیب با دستی ناقص و ترسناک، روبه‌رو می‌شود. بعدها، تئو، زن جذابی، به گروه می‌پیوندد. هنگام شام، اشتهای جمع با رفتار چندش‌آور هانسون در آماده‌سازی غذا از بین می‌رود.
آن شب، سیندی صدای مرموزی می‌شنود که او را به اتاقی مخفی راهنمایی می‌کند. در آن‌جا، او به‌همراه بادی، دفتر خاطرات همسر کین را پیدا می‌کند. با دیدن پرترهٔ زن، متوجه شباهت اندکی میان او و سیندی می‌شوند. در همین حین، دیگر اعضای گروه نیز با اتفاقات عجیبی روبه‌رو می‌شوند. روح کین با الکس در اتاقش رابطه برقرار می‌کند اما به‌محض شنیدن واژهٔ «تعهد»، ناپدید می‌شود. سیندی با گربهٔ خانه، «مستر کیتلز»، وارد درگیری فیزیکی می‌شود. وقتی ماجرا را به اولدمن می‌گوید، او حرفش را باور نمی‌کند و تئو را می‌فرستد تا سیندی را به رختخواب ببرد.
بعدتر، سیندی توسط روح همسر کین تسخیر شده و اولدمن را اغوا می‌کند. او به‌سرعت به حالت عادی بازمی‌گردد و هیچ چیز به خاطر ندارد. یک دلقک اسباب‌بازی قصد دارد ری را بکشد، اما در صحنه‌ای عجیب، خود قربانی تجاوز ری می‌شود. موجودی غول‌پیکر از جنس ماریجوانا، شورتی را به‌شکل سیگاری بزرگ لوله کرده و می‌کشد (که برای شورتی خوشایند است) اما حواسش پرت می‌شود و شورتی می‌گریزد.
صبح روز بعد، اولدمن به دوایت می‌گوید که هیچ‌کس حق خروج از خانه را ندارد و طبیعت شهوانی خود را آشکار می‌سازد. دوایت تنها کسی است که کلیدها را دارد و موظف است آن‌ها را به کسی ندهد. تئو تلاش می‌کند با پیشنهاد جنسی کلیدها را بگیرد، اما موفق نمی‌شود. دوایت خودش را ارضا می‌کند. تئو او را بی‌هوش کرده و کلیدها را می‌دزدد.
اولدمن به‌دست روح معشوقهٔ کین، ویکتوریا کرین، اغوا و سپس کشته می‌شود. شاتی بعدتر با ویکتوریا برخورد کرده و با زبان‌بازی او را مجذوب کرده و با او رابطه برقرار می‌کند. دوایت به نوجوانان سلاح‌هایی می‌دهد که می‌توانند به موجودات روحی آسیب بزنند. آن‌ها در سراسر عمارت تعقیب می‌شوند. الکس در تلاش برای جلب محبت کین به دنبال او می‌گردد، اما به‌دست کرین کشته می‌شود. بادی و سیندی در سردخانهٔ بزرگ حبس می‌شوند. سیندی با استفاده از مجموعه‌ای از اشیای تصادفی، یک تراکتور کاترپیلار دو تنی می‌سازد و از آن‌جا فرار می‌کند. هانسون که حالا توسط روح کین تسخیر شده، شورتی مست را می‌رباید. سیندی، برندا و تئو با رقص‌ها و حرکات مبارزه‌ای اغراق‌آمیز سعی می‌کنند با او بجنگند، اما شکست می‌خورند. دوایت دوباره به گروه می‌پیوندد و سیندی داوطلب می‌شود تا با فریب کین، او را به درون دستگاهی بکشاند که او را نابود خواهد کرد. نقشه موفق می‌شود و نفرین خانه پایان می‌یابد.
دو ماه بعد، سیندی و بادی در یک رابطه عاشقانه‌اند و با هم قدم می‌زنند که ناگهان هانسون ظاهر شده و می‌خواهد سیندی را با خود ببرد. بادی ناپدید می‌شود و در همان لحظه، یک ماشین به هانسون برخورد می‌کند؛ رانندهٔ آن، شورتی است که در حال دریافت قضیب‌لیسی از کرین است.

## بازیگران
- آنا فاریس در نقش سیندی کمپبل
- شان وینز در نقش ری ویلکینز
- مارلون وینز در نقش شورتی میکز
- رجینا هال در نقش برندا میکز
- کریستوفر مسترسن در نقش بادی سندرسون
- کاتلین رابرتسون در نقش تئو
- دیوید کراس در نقش دوایت هارتمن
- جیمز وودز در نقش پدر مک‌فیلی
- تیم کوری در نقش پروفسور اولدمن
- توری اسپلینگ در نقش الکس ماندِی
- کریس الیوت در نقش هانسون
- اندی ریکتر در نقش پدر هریس
- ریچارد مول در نقش هیو کین (روح خانهٔ جهنمی)
- ورونیکا کارترایت در نقش خانم وورهیز
- جیمز دبلو در نقش تامی
- ناتاشا لیون در نقش مگان وورهیز
- بیتل‌جوس در نقش مغز شورتی
- متیو فریدمن (صدا) در نقش پالیه طوطی
- ویتامین سی (صدا) در نقش خودش
- سولی مک‌کالو (صداپیشه) در نقش دلقک
- جنیفر کورن در نقش ویکتوریا کرین، بانوی هیو